# 范隆冰川
范隆冰川（英語：Van Loon Glacier），是南極洲的冰川，位於維多利亞地的彭內爾海岸，全長13公里，流經鮑爾斯山脈東坡，最終注入格雷夫森冰川，美國地質調查局根據測量和該國海軍的空中照片繪入地圖，現時由南極條約體系管理。